# Paolo Calissano
Paolo Calissano (Genova, 18 febbraio 1967 – Roma, 29 dicembre 2021) è stato un attore e conduttore televisivo italiano.

## Biografia
Figlio di Vittorio (1935-2005), ex ufficiale dell'aeronautica militare e titolare della Pattono Srl, azienda di famiglia dalla fine dell'800 attiva nel settore dell'arredamento, e di Mercedes Galeotti de' Teasti dei conti di Mantova.
Da ragazzo milita nel settore giovanile della Sampdoria nel ruolo di portiere. Va poi a studiare negli Stati Uniti e si laurea in economia alla Boston University. Nel 1990, sempre a Boston, studia recitazione alla School of Arts e intraprende quindi la carriera d'attore. Nel 1993 compare nella pubblicità televisiva del gelato Magnum di Algida, e dopo alcune esperienze d'attore di fotoromanzi debutta nel cinema e in televisione. L'attività professionale cinematografica è ricca. In televisione lavora per diversi programmi, quali Giochi senza frontiere (1993-1994) per la TSI e Divieto d'entrata su Rete 4, insieme a Natalia Estrada. Nel 1995-1996 è su Italia 1 al fianco di Samantha de Grenet, con il programma di video amatoriali 8 mm. Ha recitato nelle due stagioni della serie televisiva La dottoressa Giò, nella miniserie televisiva Per amore, nella soap opera Vivere, e nelle due stagioni della serie tv Vento di ponente.

Paolo Calissano in una scena del film Cucciolo (1998)

Nel 2000 è stato protagonista del videoclip Mi amor di Ivana Spagna. Nel 2004 ha partecipato al reality show L'isola dei famosi, ma ha abbandonato volontariamente il programma prima del tempo a causa di un infortunio al ginocchio. Rimasto coinvolto in un caso di droga, il 20 dicembre 2007 ritorna a recitare, debuttando al Teatro Brancaccio di Roma con il musical A un passo dal sogno, scritto da Maurizio Costanzo ed Enrico Vaime e ispirato dal romanzo di Chicco Sfondrini e Luca Zanforlin, ma la sua partecipazione viene interrotta improvvisamente nel febbraio del 2008 per un malessere. Nel 2014 ritorna in televisione dopo quattro anni in occasione di un'intervista di Barbara D'Urso durante il programma Pomeriggio Cinque.

### Controversie e questioni giudiziarie
Il 25 settembre 2005, Ana Lucia Bandeira Bezerra, una donna brasiliana, morì nell'appartamento di Calissano a Genova in seguito a un'overdose di cocaina. L'attore fu arrestato dalla polizia con l'accusa di averle ceduto la droga; in un armadio della casa furono trovati 30 grammi di cocaina. In seguito ai fatti, fu disposta un'ordinanza di custodia cautelare in carcere nei suoi confronti. Calissano patteggiò quattro anni di reclusione per aver causato la morte della donna brasiliana. Calissano ottenne di poter scontare la pena presso la comunità per tossicodipendenti Fermata d'Autobus di Trofarello, in provincia di Torino.
Il 13 febbraio 2008 fu di nuovo al centro dell'attenzione pubblica in seguito a un incidente automobilistico. Fu ricoverato nella divisione psichiatrica dell'ospedale San Martino di Genova con sintomi quali sudorazione fredda e dolore al petto. I primi accertamenti tossicologici evidenziarono tracce di cocaina nel suo organismo. Calissano al momento del ricovero era in possesso di una modica quantità di cocaina, e dai test clinici svolti nei giorni successivi emerse che era giunto in ospedale in stato di alterazione psicofisica per uso di allucinogeni.

### Morte
La sera del 30 dicembre 2021 Calissano fu trovato senza vita nella sua abitazione di Roma, alla Balduina; in base agli esami tossicologici disposti dal pubblico ministero titolare delle indagini, il decesso fu causato da un'intossicazione da psicofarmaci antidepressivi. Inizialmente gli inquirenti ritennero che l'attore fosse deceduto due giorni prima del ritrovamento, ma fu poi rilevato che l'ultima chiamata alla sua ex fidanzata Fabiola Palese era avvenuta la sera del 29 dicembre.

## Filmografia

### Cinema
- Venerdì nero, regia di Aldo Lado (1993)
- Bugie rosse, regia di Pierfrancesco Campanella (1993)
- La ragazza di Cortina, regia di Giancarlo Ferrando (1994)
- Soldato ignoto, regia di Marcello Aliprandi (1995)
- Palermo Milano - Solo andata, regia di Claudio Fragasso (1995)
- Gratta e vinci, regia di Ferruccio Castronuovo (1996)
- Double Team - Gioco di squadra, regia di Tsui Hark (1997)
- Cucciolo, regia di Neri Parenti (1998)
- Fairway - Una strada lunga un sogno, regia di Nello Correale e Angelo Rizzo (1999)
- Quello che le ragazze non dicono, regia di Carlo Vanzina (2000)

### Televisione
- Azzurro profondo, regia di Filippo De Luigi – film TV (1993)
- General Hospital – serie TV (1993)
- Punta alle 8 – serie TV (1995)
- La dottoressa Giò - Una mano da stringere, regia di Filippo De Luigi – film TV (1995)
- La dottoressa Giò – serie TV, 5 episodi (1997)
- Linda e il brigadiere – serie TV, episodio 2x01 (1998)
- La dottoressa Giò 2 – serie TV, 5 episodi (1998)
- Vivere – serie TV (1999-2001)
- A due passi dal cielo, regia di Sergio Martino – film TV (1999)
- I giudici, regia di Ricky Tognazzi – film TV (1999)
- Per amore, regia di Maria Carmela Cicinnati e Peter Exacoustos – miniserie TV (2002)
- Vento di ponente – serie TV, 30 episodi (2002-2004)
- Non dirlo al mio capo – serie TV, episodio 2x08 (2018)

## Teatro
- A un passo dal sogno, regia di Marco Mattolini (2008)

## Programmi televisivi
- Giochi senza frontiere (TSI, 1993-1994)
- 8 mm (Italia 1, 1995-1997)
- Passaparola (Canale 5, 1999) ospite torneo campioni
- Buona Domenica (Canale 5, 1999) ospite
- C'è posta per te (Canale 5, 1999)
- Macchemù (Italia 1, 2000)
- Maurizio Costanzo Show (Canale 5, 2001; Rete 4, 2015) ospite
- Paperissima (Canale 5, 2001) ospite
- Divieto d'entrata (Rete 4, 2001)
- Palermo - La notte della moda (Rete 4, 2002)
- L'isola dei famosi (Rai 2, 2004) concorrente
- Maurizio Costanzo Show (Canale 5, 2007) ospite
- Pomeriggio Cinque (Canale 5, 2014) ospite
- S'è fatta notte (Rai 1, 2016) ospite

## Videoclip
- Mi Amor di Ivana Spagna (2000)

## Pubblicità
- Magnum Algida (1993-1996)